# SPARTAN
SPARTAN (englisch Shuttle Pointed Autonomous Research Tool for Astronomy) ist eine Serie freifliegender Satelliten, die einen Instrumententräger zum Aufbau unterschiedlicher Experimente bieten.
Die Entwicklung von SPARTAN basiert auf der Idee, eine einfache und preisgünstige Plattform für verschiedene Experimente im Weltraum zu schaffen, die so nicht auf dem Space Shuttle durchgeführt werden können. SPARTAN wurde in der Ladebucht der Raumfähre in die Erdumlaufbahn transportiert, dort für zwei bis drei Tage ausgesetzt, wieder geborgen und zur Erde zurückgebracht. Insgesamt wurden sechs verschiedene Exemplare gebaut.
Es wurden verschiedene Serien der SPARTAN-Plattform entwickelt:
- SPARTAN 100: 1 Exemplar gebaut, 1 Einsatz 1985
- SPARTAN 200: 5 Exemplare gebaut, 8 Einsätze 1993–1998
- SPARTAN 250: für Einsätze von 2–14 Tagen, nicht gebaut[1]
- SPARTAN 400: für Einsätze bis zu 12 Monaten, nicht gebaut[1]
- SPARTAN Lite: für leichte Nutzlasten, nicht rückholbar, nicht gebaut[1][2]

## SPARTAN 101
An Bord der Raumfähre Discovery startete am 17. Juni 1985 mit STS-51-G die erste SPARTAN-Mission. Am 20. Juni wurde SPARTAN zum ersten Mal ausgesetzt und nach über 45 Stunden wieder zurück an Bord geholt. Während des Freiflugs von SPARTAN wurde ein Galaxienhaufen und das Zentrum unserer Galaxie erforscht.
Zwei weitere geplante SPARTAN-101-Missionen wurden später nicht durchgeführt.

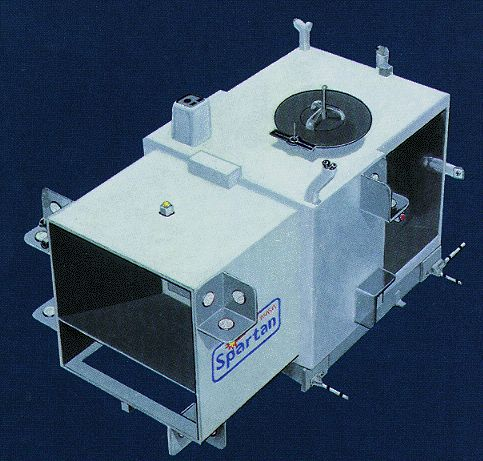
SPARTAN 101
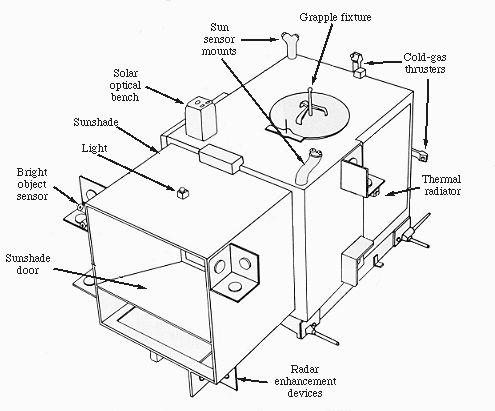
SPARTAN-101-Diagramm
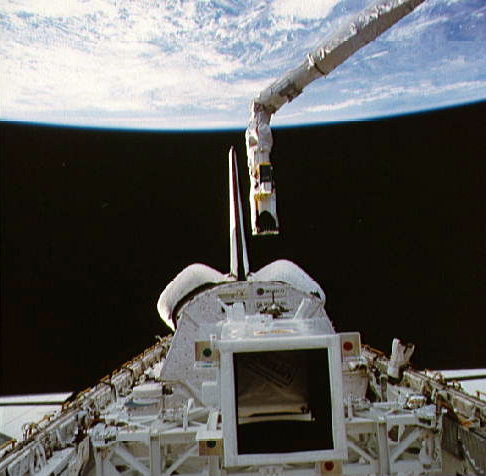
Spartan 101 in der Ladebucht

## SPARTAN 201
SPARTAN 201 wurde entwickelt, um die Entstehung des Sonnenwindes zu erforschen. Dazu war der Instrumententräger mit zwei Teleskopen ausgestattet, um die Korona der Sonne, den Entstehungsort dieses Elektronenstroms, zu beobachten: Der WLC-Koronograf (White Light Coronograph) und das UVCS-Spektrometer (Ultraviolet Coronal Spectrometer).
Mit dem UVCS, entwickelt vom Smithsonian Astrophysical Observatory, wurde über die Ultraviolettstrahlung die Temperatur und Ausdehnung der Protonen gemessen, während der vom High Altitude Observatory entwickelte WLC die Dichte und Verteilung der Elektronen im sichtbaren Licht ermittelte. Die Wissenschaftler wollten auf diese Weise neue Erkenntnisse gewinnen, woher die extrem heiße Korona ihre Energie bezieht und welchen Einfluss sie auf den Sonnenwind hat.

### SPARTAN 201-01
SPARTAN 201 wurde mit der Space-Shuttle-Mission STS-56 am 11. April 1993 ausgesetzt. Mit der Instrumentenplattform (1.289 kg) wurde die Entstehung des Sonnenwindes erforscht. Der Satellit flog in einer Entfernung von knapp 40 Kilometern hinter dem Orbiter her und wurde nach zwei Tagen wieder eingefangen.

### SPARTAN 201-02
Am 13. September 1994 wurde SPARTAN 201 während der Mission STS-64 zum zweiten Mal ausgesetzt und zwei Tage später wieder an Bord der Discovery geholt.

### SPARTAN 201-03
Während der Mission STS-69 wurde SPARTAN 201 am 8. September 1995 zum dritten Mal freigesetzt. Die Instrumentenplattform wurde nach 48 Stunden, am 10. September, wieder eingefangen.

### SPARTAN 201-04
Im September 1997 konnte SPARTAN 201 erst nach mehreren Verzögerungen während der Mission STS-87 ausgesetzt werden. Die SPARTAN-Mission musste abgebrochen werden, nachdem technische Probleme ein Flugmanöver behindert hatten. Bei dem Versuch den Satelliten mit dem Roboterarm wieder einzufangen, wurde die Plattform jedoch versehentlich in Rotation versetzt, konnte aber schließlich durch einen Astronauten nach vier Tagen wieder eingefangen werden. Ein daraufhin geplantes erneutes aber verkürztes Aussetzen der Plattform wurde später aufgegeben, weil die Columbia nicht genug Treibstoff für die erforderlichen Manöver gehabt hätte.

### SPARTAN 201-05
Bei STS-95 wurde zwischen dem 1. und 3. November 1998 die nicht geglückte SPARTAN-201-04-Mission wiederholt.

## SPARTAN 203
SPARTAN 203 oder SPARTAN-Halley war ein astronomisches Experiment, um den Halleyschen Kometen zu beobachten. Es sollte während der Mission STS-51-L ausgesetzt werden. Die Challenger explodierte jedoch wenige Sekunden nach dem Start am 28. Januar 1986.

## SPARTAN 204
SPARTAN 204 wurde am 6. Februar 1995 während der Mission STS-63 ausgesetzt. Während der vierzigstündigen Freiflugphase der Plattform wurden galaktische Staubwolken mit dem Far Ultraviolet Imaging Spectrograph (FUVIS) erforscht, bevor SPARTAN am 9. Februar 1995 wieder eingefangen wurde.

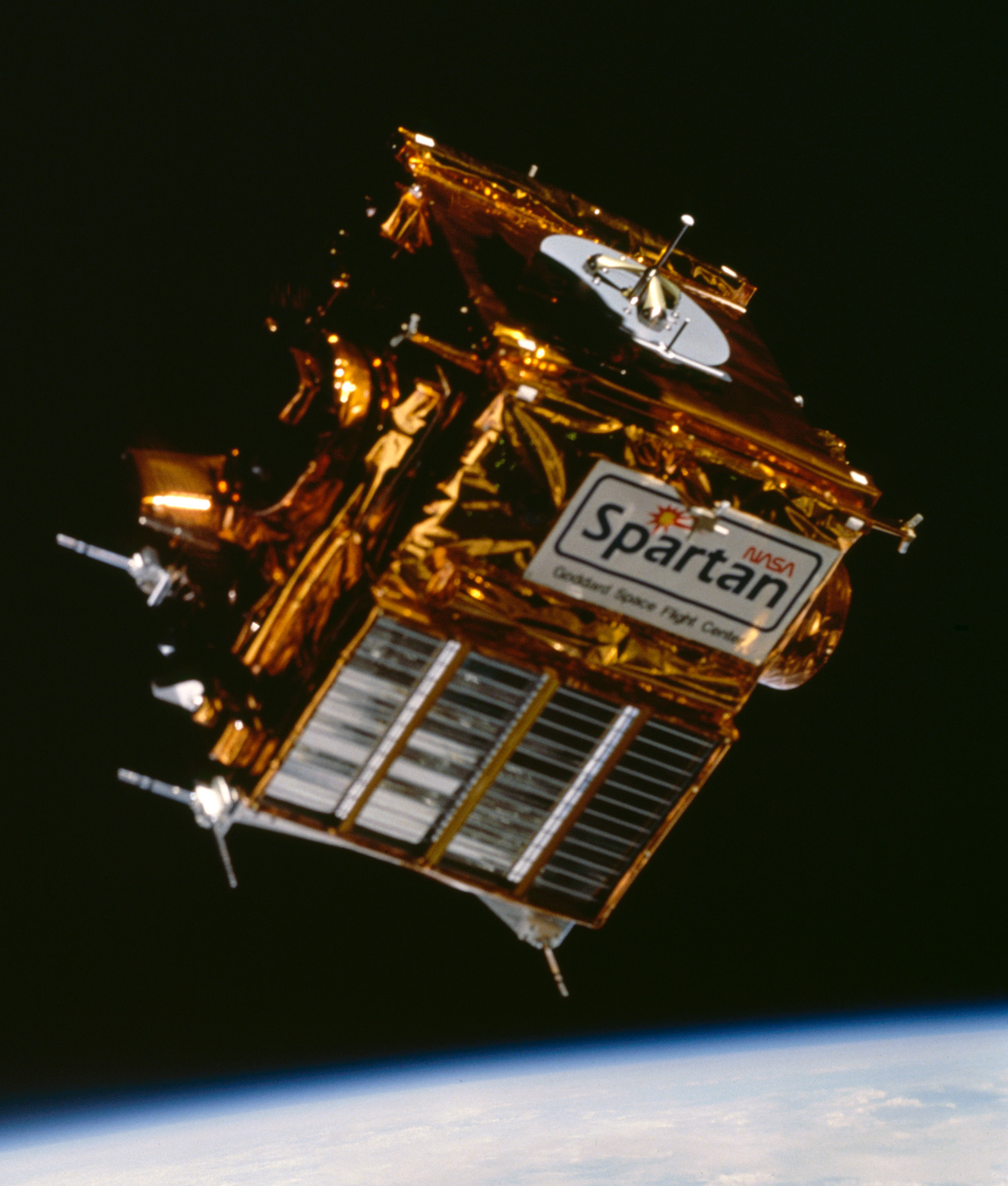
SPARTAN 204 im Freiflug

## SPARTAN 206
SPARTAN 206 wurde vom Office of Aeronautical and Space Technology (OAST) der NASA ausgerüstet und deshalb auch „OAST Flyer“ genannt. Die Plattform wurde während der Mission STS-72 im Januar 1996 ausgesetzt. Es wurden Experimente zur Verunreinigung durch Raumfahrzeuge auf niedrigen Umlaufbahnen und die Auswirkung der Sonnenstrahlung auf Explosivstoffe an Bord von Satelliten durchgeführt sowie GPS-Ausrüstung getestet.

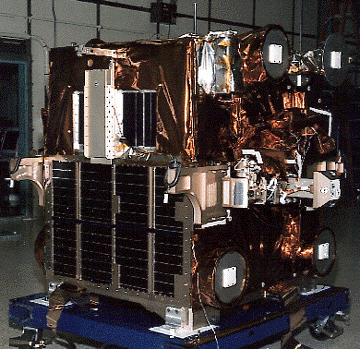
SPARTAN 206 vor dem Flug

## SPARTAN 207
SPARTAN 207 wurde während der Mission STS-77 im Mai 1996 ausgesetzt. Der 846-Kilogramm-Satellit war mit einer aufblasbaren IAE-Parabolantenne (Inflatable Antenna Experiment) verbunden, deren Masse 60 Kilogramm betrug. Entwickelt und gebaut wurde die IAE von der kalifornischen Firma L'Garde in Zusammenarbeit mit dem Jet Propulsion Laboratory. Nach dem Aussetzen aus der Nutzlastbucht wurde der Kanister geöffnet, in dem sich die IAE-Kunststoffhülle befand. Eineinhalb Stunden lang wurde mittels Stickstoff die IAE entfaltet, bis diese ihre volle Größe erreicht hatte. Die „Schüssel“ hatte einen Durchmesser von 14,6 Metern und war durch drei je 28,0 Meter lange Streben mit SPARTAN verbunden. Am Ende des Experiments wurde die IAE von SPARTAN getrennt, bevor dieser wieder von der Shuttle-Besatzung eingefangen wurde.

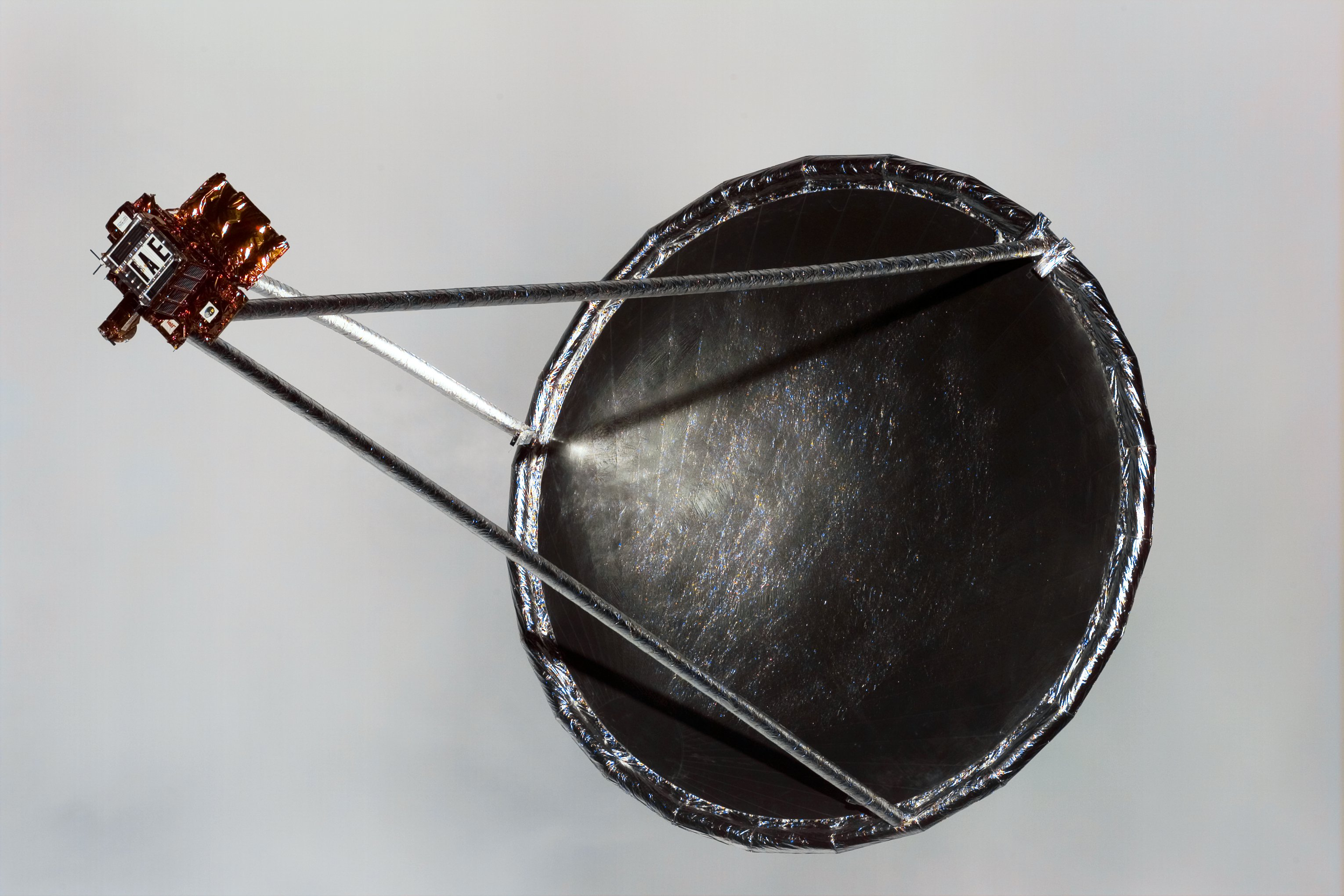
SPARTAN 207 mit aufgeblasener Antenne
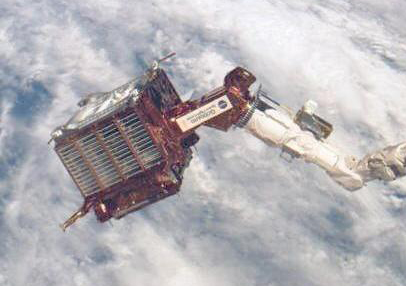
SPARTAN 207 am Greifarm des Shuttles